# Фрост, Энди
Эндрю Фрост (англ. Andrew Frost; род. 17 апреля 1981) — британский легкоатлет, специалист по метанию молота. Выступает за сборные Англии, Шотландии и Великобритании по лёгкой атлетике с 2005 года, чемпион Островных игр, многократный победитель и призёр первенств национального значения, участник трёх Игр Содружества.

## Биография
Энди Фрост родился 17 апреля 1981 года.
Впервые заявил о себе в лёгкой атлетике в сезоне 2004 года, выиграв серебряную медаль на чемпионате Англии в Манчестере — в метании молота уступил здесь только Мику Джонсу.
В 2005 году на чемпионате Англии и де факто чемпионате Великобритании превзошёл всех соперников, получив золото. Будучи студентом, представлял страну на Универсиаде в Измире, где стал в своей дисциплине девятым.
В 2006 году защитил звание чемпиона Англии, выступал в составе английской сборной Играх Содружества в Мельбурне — показал результат 70,09 метра, расположившись в итоговом протоколе соревнований на пятой строке.
В 2007 году в третий раз подряд одержал победу на чемпионате Великобритании.
В 2009 году был 12-м в Суперлиге командного чемпионата Европы в Лейрии.
В 2010 году занял четвёртое место на Играх Содружества в Дели.
В 2011 году в метании молота победил на Островных играх, показал 11-й результат в Суперлиге командного чемпионата Европы в Стокгольме. На соревнованиях в Лафборо установил свой личный рекорд — 72,79 метра.
На чемпионате Великобритании 2013 года в Бирмингеме вновь превзошёл всех соперников и завоевал золотую медаль, став таким образом четырёхкратным чемпионом страны.
В 2014 году стал девятым на Играх Содружества в Глазго.
В 2017 году добавил в послужной список серебряную награду, полученную в метании молота на Островных играх в Готланде.